# Tour de Suisse 2011
Le Tour de Suisse 2011 est la 75e édition du Tour de Suisse. Il a eu lieu du 11 au 19 juin 2011 entre Lugano et Schaffhouse sur 1 246,4 km. Il s'agit de la 16e épreuve de l'UCI World Tour 2011.
Le Tour est remporté par l'Américain Levi Leipheimer, de l'équipe Team RadioShack, devant l'Italien Damiano Cunego (Lampre-ISD) et le Néerlandais Steven Kruijswijk (Rabobank). Le Slovaque Peter Sagan, de l'équipe Liquigas-Cannondale s'adjuge grâce à ses deux succès d'étapes le classement par points, tandis que le Luxembourgeois Andy Schleck (Team Leopard-Trek)  remporte le classement de la montagne. Le Français Lloyd Mondory (AG2R La Mondiale) remporte le classement des sprints et l'équipe luxembourgeoise Team Leopard-Trek le classement par équipes.

## Présentation

### Équipes
Le Tour de Suisse faisant partie du ProTour, les 18 équipes ProTour sont présentes. Les organisateurs ont en outre invité 2 équipes continentales pro : Team NetApp et Team Type 1-Sanofi Aventis.
| ProTeams (18)- Ag2r La Mondiale - Astana - BMC Racing Team - Euskaltel-Euskadi - Garmin-Cervélo - HTC-Highroad - Katusha - Lampre-ISD - Liquigas-Cannondale - Movistar Team - Omega Pharma-Lotto - Quick Step Cycling Team - Rabobank - Team RadioShack - Saxo Bank-Sungard - Sky ProCycling - Vacansoleil-DCM - Leopard-Trek Équipes continentales professionnelles (2)- NetApp - Team Type 1-Sanofi Aventis |
| |

### Favoris
Les principaux favoris sont les Luxembourgeois Andy et Fränk Schleck (Team Leopard-Trek), l'Américain Levi Leipheimer et l'Allemand Andreas Klöden (Team RadioShack).
Parmi les outsiders, les Slovaques Peter Sagan (Liquigas-Cannondale) et Peter Velits, le Suisse Michael Albasini (Team HTC-Highroad), l'Italien Damiano Cunego (Lampre-ISD), le Canadien Ryder Hesjedal (Garmin-Cervélo), les Américains Tejay van Garderen (Team HTC-Highroad), Christian Vande Velde, Thomas Danielson (Garmin-Cervélo), le Néerlandais Bauke Mollema (Rabobank) et le Français Sylvain Chavanel (Quick Step).

## Étapes
| Étape     | Date    | Villes étapes                  | type                        | Distance (km) | Vainqueur d'étape | Leader du classement général |
| --------- | ------- | ------------------------------ | --------------------------- | ------------- | ----------------- | ---------------------------- |
| 1re étape | 11 juin | Lugano – Lugano                | contre-la-montre individuel | 7,3           | Fabian Cancellara | Fabian Cancellara            |
| 2e étape  | 12 juin | Airolo – Crans-Montana         | étape de montagne           | 149           | Mauricio Soler    | Mauricio Soler               |
| 3e étape  | 13 juin | Brigue-Glis – Grindelwald      | étape de montagne           | 107,6         | Peter Sagan       | Damiano Cunego               |
| 4e étape  | 14 juin | Grindelwald – Huttwil          | étape de moyenne montagne   | 198,4         | Thor Hushovd      | Damiano Cunego               |
| 5e étape  | 15 juin | Huttwil – Tobel-Tägerschen     | étape de moyenne montagne   | 204,2         | Borut Božič       | Damiano Cunego               |
| 6e étape  | 16 juin | Tobel-Tägerschen – Triesenberg | étape de montagne           | 157,7         | Steven Kruijswijk | Damiano Cunego               |
| 7e étape  | 17 juin | Vaduz – Serfaus–Fiss–Ladis     | étape de montagne           | 222,8         | Thomas De Gendt   | Damiano Cunego               |
| 8e étape  | 18 juin | Tübach – Schaffhouse           | étape de plaine             | 167,3         | Peter Sagan       | Damiano Cunego               |
| 9e étape  | 19 juin | Schaffhouse – Schaffhouse      | contre-la-montre individuel | 32,1          | Fabian Cancellara | Levi Leipheimer              |

## Récit de la course

### 1reétape
11 juin – Lugano, 7,3 km (contre-la-montre individuel)
À domicile le Suisse Fabian Cancellara (Team Leopard-Trek) remporte pour la troisième année consécutive la première étape du Tour de Suisse. Il prend la tête du classement général.
| \| Classement de l'étape \| Classement de l'étape \| Classement de l'étape \| Classement de l'étape \| Classement de l'étape \| \| Coureur \| Coureur \| Pays \| Équipe \| Temps \| \| --------------------- \| --------------------- \| --------------------- \| --------------------- \| --------------------- \| \| 1er \| Fabian Cancellara \| Suisse \| Leopard-Trek \| 9 min 41 s \| \| 2e \| Tejay van Garderen \| États-Unis \| HTC-Highroad \| + 9 s \| \| 3e \| Peter Sagan \| Slovaquie \| Liquigas-Cannondale \| + 17 s \| \| 4e \| Gustav Larsson \| Suède \| Saxo Bank-Sungard \| + 17 s \| \| 5e \| Andreas Klöden \| Allemagne \| Team RadioShack \| + 18 s \| \| 6e \| Tom Danielson \| États-Unis \| Garmin-Cervélo \| + 20 s \| \| 7e \| Peter Velits \| Slovaquie \| HTC-Highroad \| + 21 s \| \| 8e \| Bauke Mollema \| Pays-Bas \| Rabobank \| + 22 s \| \| 9e \| Levi Leipheimer \| États-Unis \| Team RadioShack \| + 22 s \| \| 10e \| Linus Gerdemann \| Allemagne \| Leopard-Trek \| + 22 s \| |                    |            |                     |            |
| |                    |            |                     |            |
| |                    |            |                     |            |
| Classement de l'étape |                    |            |                     |            |
| Coureur | Coureur            | Pays       | Équipe              | Temps      |
| 1er | Fabian Cancellara  | Suisse     | Leopard-Trek        | 9 min 41 s |
| 2e | Tejay van Garderen | États-Unis | HTC-Highroad        | + 9 s      |
| 3e | Peter Sagan        | Slovaquie  | Liquigas-Cannondale | + 17 s     |
| 4e | Gustav Larsson     | Suède      | Saxo Bank-Sungard   | + 17 s     |
| 5e | Andreas Klöden     | Allemagne  | Team RadioShack     | + 18 s     |
| 6e | Tom Danielson      | États-Unis | Garmin-Cervélo      | + 20 s     |
| 7e | Peter Velits       | Slovaquie  | HTC-Highroad        | + 21 s     |
| 8e | Bauke Mollema      | Pays-Bas   | Rabobank            | + 22 s     |
| 9e | Levi Leipheimer    | États-Unis | Team RadioShack     | + 22 s     |
| 10e | Linus Gerdemann    | Allemagne  | Leopard-Trek        | + 22 s     |

| \| Classement général \| Classement général \| Classement général \| Classement général \| Classement général \| \| Coureur \| Coureur \| Pays \| Équipe \| Temps \| \| ------------------ \| ------------------ \| ------------------ \| ------------------- \| ------------------ \| \| 1er \| Fabian Cancellara \| Suisse \| Leopard-Trek \| 9 min 41 s \| \| 2e \| Tejay van Garderen \| États-Unis \| HTC-Highroad \| + 9 s \| \| 3e \| Peter Sagan \| Slovaquie \| Liquigas-Cannondale \| + 17 s \| \| 4e \| Gustav Larsson \| Suède \| Saxo Bank-Sungard \| + 17 s \| \| 5e \| Andreas Klöden \| Allemagne \| Team RadioShack \| + 18 s \| \| 6e \| Tom Danielson \| États-Unis \| Garmin-Cervélo \| + 20 s \| \| 7e \| Peter Velits \| Slovaquie \| HTC-Highroad \| + 21 s \| \| 8e \| Bauke Mollema \| Pays-Bas \| Rabobank \| + 22 s \| \| 9e \| Levi Leipheimer \| États-Unis \| Team RadioShack \| + 22 s \| \| 10e \| Linus Gerdemann \| Allemagne \| Leopard-Trek \| + 22 s \| |                    |            |                     |            |
| |                    |            |                     |            |
| |                    |            |                     |            |
| Classement général |                    |            |                     |            |
| Coureur | Coureur            | Pays       | Équipe              | Temps      |
| 1er | Fabian Cancellara  | Suisse     | Leopard-Trek        | 9 min 41 s |
| 2e | Tejay van Garderen | États-Unis | HTC-Highroad        | + 9 s      |
| 3e | Peter Sagan        | Slovaquie  | Liquigas-Cannondale | + 17 s     |
| 4e | Gustav Larsson     | Suède      | Saxo Bank-Sungard   | + 17 s     |
| 5e | Andreas Klöden     | Allemagne  | Team RadioShack     | + 18 s     |
| 6e | Tom Danielson      | États-Unis | Garmin-Cervélo      | + 20 s     |
| 7e | Peter Velits       | Slovaquie  | HTC-Highroad        | + 21 s     |
| 8e | Bauke Mollema      | Pays-Bas   | Rabobank            | + 22 s     |
| 9e | Levi Leipheimer    | États-Unis | Team RadioShack     | + 22 s     |
| 10e | Linus Gerdemann    | Allemagne  | Leopard-Trek        | + 22 s     |

### 2eétape
12 juin – Airolo – Crans-Montana, 149 km
À Crans-Montana, seule arrivée en territoire Romand de cette édition du Tour de Suisse, c'est le cycliste colombien Mauricio Soler qui remporte l'étape et s'empare par la même occasion la tête du classement général.
| \| Classement de l'étape \| Classement de l'étape \| Classement de l'étape \| Classement de l'étape \| Classement de l'étape \| \| Coureur \| Coureur \| Pays \| Équipe \| Temps \| \| --------------------- \| --------------------- \| --------------------- \| --------------------- \| --------------------- \| \| 1er \| Mauricio Soler \| Colombie \| Movistar Team \| 4 h 23 min 20 s \| \| 2e \| Damiano Cunego \| Italie \| Lampre-ISD \| + 12 s \| \| 3e \| Fränk Schleck \| Luxembourg \| Leopard-Trek \| + 12 s \| \| 4e \| Danilo Di Luca \| Italie \| Katusha \| + 16 s \| \| 5e \| Bauke Mollema \| Pays-Bas \| Rabobank \| + 18 s \| \| 6e \| Levi Leipheimer \| États-Unis \| Team RadioShack \| + 34 s \| \| 7e \| Tejay van Garderen \| États-Unis \| HTC-Highroad \| + 36 s \| \| 8e \| Mathias Frank \| Suisse \| BMC Racing Team \| + 39 s \| \| 9e \| Eros Capecchi \| Italie \| Liquigas-Cannondale \| + 47 s \| \| 10e \| Laurens ten Dam \| Pays-Bas \| Rabobank \| + 47 s \| |                    |            |                     |                 |
| |                    |            |                     |                 |
| |                    |            |                     |                 |
| Classement de l'étape |                    |            |                     |                 |
| Coureur | Coureur            | Pays       | Équipe              | Temps           |
| 1er | Mauricio Soler     | Colombie   | Movistar Team       | 4 h 23 min 20 s |
| 2e | Damiano Cunego     | Italie     | Lampre-ISD          | + 12 s          |
| 3e | Fränk Schleck      | Luxembourg | Leopard-Trek        | + 12 s          |
| 4e | Danilo Di Luca     | Italie     | Katusha             | + 16 s          |
| 5e | Bauke Mollema      | Pays-Bas   | Rabobank            | + 18 s          |
| 6e | Levi Leipheimer    | États-Unis | Team RadioShack     | + 34 s          |
| 7e | Tejay van Garderen | États-Unis | HTC-Highroad        | + 36 s          |
| 8e | Mathias Frank      | Suisse     | BMC Racing Team     | + 39 s          |
| 9e | Eros Capecchi      | Italie     | Liquigas-Cannondale | + 47 s          |
| 10e | Laurens ten Dam    | Pays-Bas   | Rabobank            | + 47 s          |

| \| Classement général \| Classement général \| Classement général \| Classement général \| Classement général \| \| Coureur \| Coureur \| Pays \| Équipe \| Temps \| \| ------------------ \| ------------------ \| ------------------ \| ------------------- \| ------------------ \| \| 1er \| Mauricio Soler \| Colombie \| Movistar Team \| 4 h 33 min 19 s \| \| 2e \| Damiano Cunego \| Italie \| Lampre-ISD \| + 16 s \| \| 3e \| Bauke Mollema \| Pays-Bas \| Rabobank \| + 22 s \| \| 4e \| Tejay van Garderen \| États-Unis \| HTC-Highroad \| + 27 s \| \| 5e \| Fränk Schleck \| Luxembourg \| Leopard-Trek \| + 31 s \| \| 6e \| Levi Leipheimer \| États-Unis \| Team RadioShack \| + 38 s \| \| 7e \| Danilo Di Luca \| Italie \| Katusha \| + 39 s \| \| 8e \| Mathias Frank \| Suisse \| BMC Racing Team \| + 52 s \| \| 9e \| Christopher Froome \| Royaume-Uni \| Team Sky \| + 1 min 02 s \| \| 10e \| Eros Capecchi \| Italie \| Liquigas-Cannondale \| + 1 min 05 s \| |                    |             |                     |                 |
| |                    |             |                     |                 |
| |                    |             |                     |                 |
| Classement général |                    |             |                     |                 |
| Coureur | Coureur            | Pays        | Équipe              | Temps           |
| 1er | Mauricio Soler     | Colombie    | Movistar Team       | 4 h 33 min 19 s |
| 2e | Damiano Cunego     | Italie      | Lampre-ISD          | + 16 s          |
| 3e | Bauke Mollema      | Pays-Bas    | Rabobank            | + 22 s          |
| 4e | Tejay van Garderen | États-Unis  | HTC-Highroad        | + 27 s          |
| 5e | Fränk Schleck      | Luxembourg  | Leopard-Trek        | + 31 s          |
| 6e | Levi Leipheimer    | États-Unis  | Team RadioShack     | + 38 s          |
| 7e | Danilo Di Luca     | Italie      | Katusha             | + 39 s          |
| 8e | Mathias Frank      | Suisse      | BMC Racing Team     | + 52 s          |
| 9e | Christopher Froome | Royaume-Uni | Team Sky            | + 1 min 02 s    |
| 10e | Eros Capecchi      | Italie      | Liquigas-Cannondale | + 1 min 05 s    |

### 3eétape
13 juin – Brigue-Glis – Grindelwald, 107,6 km
| \| Classement de l'étape \| Classement de l'étape \| Classement de l'étape \| Classement de l'étape \| Classement de l'étape \| \| Coureur \| Coureur \| Pays \| Équipe \| Temps \| \| --------------------- \| --------------------- \| --------------------- \| --------------------- \| --------------------- \| \| 1er \| Peter Sagan \| Slovaquie \| Liquigas-Cannondale \| 3 h 09 min 47 s \| \| 2e \| Damiano Cunego \| Italie \| Lampre-ISD \| + 0 s \| \| 3e \| Jakob Fuglsang \| Danemark \| Leopard-Trek \| + 21 s \| \| 4e \| Laurens ten Dam \| Pays-Bas \| Rabobank \| + 21 s \| \| 5e \| Giampaolo Caruso \| Italie \| Katusha \| + 48 s \| \| 6e \| Tejay van Garderen \| États-Unis \| HTC-Highroad \| + 1 min 04 s \| \| 7e \| Fränk Schleck \| Luxembourg \| Leopard-Trek \| + 1 min 04 s \| \| 8e \| Bauke Mollema \| Pays-Bas \| Rabobank \| + 1 min 04 s \| \| 9e \| Mauricio Soler \| Colombie \| Movistar Team \| + 1 min 04 s \| \| 10e \| Francis De Greef \| Belgique \| Omega Pharma-Lotto \| + 1 min 04 s \| |                    |            |                     |                 |
| |                    |            |                     |                 |
| |                    |            |                     |                 |
| Classement de l'étape |                    |            |                     |                 |
| Coureur | Coureur            | Pays       | Équipe              | Temps           |
| 1er | Peter Sagan        | Slovaquie  | Liquigas-Cannondale | 3 h 09 min 47 s |
| 2e | Damiano Cunego     | Italie     | Lampre-ISD          | + 0 s           |
| 3e | Jakob Fuglsang     | Danemark   | Leopard-Trek        | + 21 s          |
| 4e | Laurens ten Dam    | Pays-Bas   | Rabobank            | + 21 s          |
| 5e | Giampaolo Caruso   | Italie     | Katusha             | + 48 s          |
| 6e | Tejay van Garderen | États-Unis | HTC-Highroad        | + 1 min 04 s    |
| 7e | Fränk Schleck      | Luxembourg | Leopard-Trek        | + 1 min 04 s    |
| 8e | Bauke Mollema      | Pays-Bas   | Rabobank            | + 1 min 04 s    |
| 9e | Mauricio Soler     | Colombie   | Movistar Team       | + 1 min 04 s    |
| 10e | Francis De Greef   | Belgique   | Omega Pharma-Lotto  | + 1 min 04 s    |

| \| Classement général \| Classement général \| Classement général \| Classement général \| Classement général \| \| Coureur \| Coureur \| Pays \| Équipe \| Temps \| \| ------------------ \| ------------------ \| ------------------ \| ------------------ \| ------------------ \| \| 1er \| Damiano Cunego \| Italie \| Lampre-ISD \| 7 h 43 min 16 s \| \| 2e \| Mauricio Soler \| Colombie \| Movistar Team \| + 54 s \| \| 3e \| Bauke Mollema \| Pays-Bas \| Rabobank \| + 1 min 16 s \| \| 4e \| Laurens ten Dam \| Pays-Bas \| Rabobank \| + 1 min 19 s \| \| 5e \| Tejay van Garderen \| États-Unis \| HTC-Highroad \| + 1 min 21 s \| \| 6e \| Fränk Schleck \| Luxembourg \| Leopard-Trek \| + 1 min 25 s \| \| 7e \| Jakob Fuglsang \| Danemark \| Leopard-Trek \| + 1 min 32 s \| \| 8e \| Danilo Di Luca \| Italie \| Katusha \| + 1 min 53 s \| \| 9e \| Steven Kruijswijk \| Pays-Bas \| Rabobank \| + 2 min 00 s \| \| 10e \| Levi Leipheimer \| États-Unis \| Team RadioShack \| + 2 min 10 s \| |                    |            |                 |                 |
| |                    |            |                 |                 |
| |                    |            |                 |                 |
| Classement général |                    |            |                 |                 |
| Coureur | Coureur            | Pays       | Équipe          | Temps           |
| 1er | Damiano Cunego     | Italie     | Lampre-ISD      | 7 h 43 min 16 s |
| 2e | Mauricio Soler     | Colombie   | Movistar Team   | + 54 s          |
| 3e | Bauke Mollema      | Pays-Bas   | Rabobank        | + 1 min 16 s    |
| 4e | Laurens ten Dam    | Pays-Bas   | Rabobank        | + 1 min 19 s    |
| 5e | Tejay van Garderen | États-Unis | HTC-Highroad    | + 1 min 21 s    |
| 6e | Fränk Schleck      | Luxembourg | Leopard-Trek    | + 1 min 25 s    |
| 7e | Jakob Fuglsang     | Danemark   | Leopard-Trek    | + 1 min 32 s    |
| 8e | Danilo Di Luca     | Italie     | Katusha         | + 1 min 53 s    |
| 9e | Steven Kruijswijk  | Pays-Bas   | Rabobank        | + 2 min 00 s    |
| 10e | Levi Leipheimer    | États-Unis | Team RadioShack | + 2 min 10 s    |

### 4eétape
14 juin 2011 – Grindelwald – Huttwil, 198,4 km
L'étape est animée par une échappée composée de Sylvain Chavanel, Lloyd Mondory et Cesare Benedetti qui ont compté jusqu'à 6 minutes d'avance et ont été repris à 17 km de la ligne finale. C'est à 200 m de l'arrivée située en faut plat montant que le Slovaque Peter Sagan (Liquigas) et le Norvégien Thor Hushovd (Garmin-Cervelo) sortent du peloton. Hushovd s'accroche à la roue de Sagan et le déborde sur la gauche à 20 m de la ligne.
| \| Classement de l'étape \| Classement de l'étape \| Classement de l'étape \| Classement de l'étape \| Classement de l'étape \| \| Coureur \| Coureur \| Pays \| Équipe \| Temps \| \| --------------------- \| --------------------- \| --------------------- \| --------------------- \| --------------------- \| \| 1er \| Thor Hushovd \| Norvège \| Garmin-Cervélo \| 4 h 46 min 05 s \| \| 2e \| Peter Sagan \| Slovaquie \| Liquigas-Cannondale \| + 0 s \| \| 3e \| Marco Marcato \| Italie \| Vacansoleil-DCM \| + 2 s \| \| 4e \| José Joaquín Rojas \| Espagne \| Movistar Team \| + 2 s \| \| 5e \| Óscar Freire \| Espagne \| Rabobank \| + 2 s \| \| 6e \| Enrico Gasparotto \| Italie \| Astana \| + 2 s \| \| 7e \| Greg Van Avermaet \| Belgique \| BMC Racing Team \| + 2 s \| \| 8e \| Zdeněk Štybar \| Tchéquie \| Quick Step \| + 2 s \| \| 9e \| Tom Boonen \| Belgique \| Quick Step \| + 2 s \| \| 10e \| Daryl Impey \| Afrique du Sud \| NetApp \| + 2 s \| |                    |                |                     |                 |
| |                    |                |                     |                 |
| |                    |                |                     |                 |
| Classement de l'étape |                    |                |                     |                 |
| Coureur | Coureur            | Pays           | Équipe              | Temps           |
| 1er | Thor Hushovd       | Norvège        | Garmin-Cervélo      | 4 h 46 min 05 s |
| 2e | Peter Sagan        | Slovaquie      | Liquigas-Cannondale | + 0 s           |
| 3e | Marco Marcato      | Italie         | Vacansoleil-DCM     | + 2 s           |
| 4e | José Joaquín Rojas | Espagne        | Movistar Team       | + 2 s           |
| 5e | Óscar Freire       | Espagne        | Rabobank            | + 2 s           |
| 6e | Enrico Gasparotto  | Italie         | Astana              | + 2 s           |
| 7e | Greg Van Avermaet  | Belgique       | BMC Racing Team     | + 2 s           |
| 8e | Zdeněk Štybar      | Tchéquie       | Quick Step          | + 2 s           |
| 9e | Tom Boonen         | Belgique       | Quick Step          | + 2 s           |
| 10e | Daryl Impey        | Afrique du Sud | NetApp              | + 2 s           |

| \| Classement général \| Classement général \| Classement général \| Classement général \| Classement général \| \| Coureur \| Coureur \| Pays \| Équipe \| Temps \| \| ------------------ \| ------------------ \| ------------------ \| ------------------ \| ------------------ \| \| 1er \| Damiano Cunego \| Italie \| Lampre-ISD \| 12 h 29 min 23 s \| \| 2e \| Mauricio Soler \| Colombie \| Movistar Team \| + 54 s \| \| 3e \| Bauke Mollema \| Pays-Bas \| Rabobank \| + 1 min 16 s \| \| 4e \| Laurens ten Dam \| Pays-Bas \| Rabobank \| + 1 min 19 s \| \| 5e \| Tejay van Garderen \| États-Unis \| HTC-Highroad \| + 1 min 21 s \| \| 6e \| Fränk Schleck \| Luxembourg \| Leopard-Trek \| + 1 min 25 s \| \| 7e \| Jakob Fuglsang \| Danemark \| Leopard-Trek \| + 1 min 32 s \| \| 8e \| Danilo Di Luca \| Italie \| Katusha \| + 1 min 53 s \| \| 9e \| Steven Kruijswijk \| Pays-Bas \| Rabobank \| + 2 min 00 s \| \| 10e \| Levi Leipheimer \| États-Unis \| Team RadioShack \| + 2 min 10 s \| |                    |            |                 |                  |
| |                    |            |                 |                  |
| |                    |            |                 |                  |
| Classement général |                    |            |                 |                  |
| Coureur | Coureur            | Pays       | Équipe          | Temps            |
| 1er | Damiano Cunego     | Italie     | Lampre-ISD      | 12 h 29 min 23 s |
| 2e | Mauricio Soler     | Colombie   | Movistar Team   | + 54 s           |
| 3e | Bauke Mollema      | Pays-Bas   | Rabobank        | + 1 min 16 s     |
| 4e | Laurens ten Dam    | Pays-Bas   | Rabobank        | + 1 min 19 s     |
| 5e | Tejay van Garderen | États-Unis | HTC-Highroad    | + 1 min 21 s     |
| 6e | Fränk Schleck      | Luxembourg | Leopard-Trek    | + 1 min 25 s     |
| 7e | Jakob Fuglsang     | Danemark   | Leopard-Trek    | + 1 min 32 s     |
| 8e | Danilo Di Luca     | Italie     | Katusha         | + 1 min 53 s     |
| 9e | Steven Kruijswijk  | Pays-Bas   | Rabobank        | + 2 min 00 s     |
| 10e | Levi Leipheimer    | États-Unis | Team RadioShack | + 2 min 10 s     |

### 5eétape
15 juin 2011 – Huttwil – Tobel-Tägerschen, 203,9 km
Tom Boonen s'extirpe du peloton mais est repris à 500 m de l'arrivée grâce aux efforts Marco Marcato qui ouvre la voie au succès de son coéquipier slovène. Borut Božič remporte sa première victoire de la saison au bout d'un faux plat montant à 2 %. Il s'agit de sa 33e victoire, devant l'ex-champion du monde Óscar Freire et Peter Sagan, déjà deuxième la veille. Damiano Cunego, peu inquiété lors de l'étape, conserve sa tunique de leader.
| \| Classement de l'étape \| Classement de l'étape \| Classement de l'étape \| Classement de l'étape \| Classement de l'étape \| \| Coureur \| Coureur \| Pays \| Équipe \| Temps \| \| --------------------- \| --------------------- \| --------------------- \| --------------------- \| --------------------- \| \| 1er \| Borut Božič \| Slovénie \| Vacansoleil-DCM \| 4 h 44 min 48 s \| \| 2e \| Óscar Freire \| Espagne \| Rabobank \| + 0 s \| \| 3e \| Peter Sagan \| Slovaquie \| Liquigas-Cannondale \| + 0 s \| \| 4e \| Tejay van Garderen \| États-Unis \| HTC-Highroad \| + 0 s \| \| 5e \| José Joaquín Rojas \| Espagne \| Movistar Team \| + 0 s \| \| 6e \| Marco Marcato \| Italie \| Vacansoleil-DCM \| + 0 s \| \| 7e \| Anthony Ravard \| France \| AG2R La Mondiale \| + 0 s \| \| 8e \| Linus Gerdemann \| Allemagne \| Leopard-Trek \| + 0 s \| \| 9e \| Greg Van Avermaet \| Belgique \| BMC Racing Team \| + 0 s \| \| 10e \| Ben Swift \| Royaume-Uni \| Team Sky \| + 0 s \| |                    |             |                     |                 |
| |                    |             |                     |                 |
| |                    |             |                     |                 |
| Classement de l'étape |                    |             |                     |                 |
| Coureur | Coureur            | Pays        | Équipe              | Temps           |
| 1er | Borut Božič        | Slovénie    | Vacansoleil-DCM     | 4 h 44 min 48 s |
| 2e | Óscar Freire       | Espagne     | Rabobank            | + 0 s           |
| 3e | Peter Sagan        | Slovaquie   | Liquigas-Cannondale | + 0 s           |
| 4e | Tejay van Garderen | États-Unis  | HTC-Highroad        | + 0 s           |
| 5e | José Joaquín Rojas | Espagne     | Movistar Team       | + 0 s           |
| 6e | Marco Marcato      | Italie      | Vacansoleil-DCM     | + 0 s           |
| 7e | Anthony Ravard     | France      | AG2R La Mondiale    | + 0 s           |
| 8e | Linus Gerdemann    | Allemagne   | Leopard-Trek        | + 0 s           |
| 9e | Greg Van Avermaet  | Belgique    | BMC Racing Team     | + 0 s           |
| 10e | Ben Swift          | Royaume-Uni | Team Sky            | + 0 s           |

| \| Classement général \| Classement général \| Classement général \| Classement général \| Classement général \| \| Coureur \| Coureur \| Pays \| Équipe \| Temps \| \| ------------------ \| ------------------ \| ------------------ \| ------------------ \| ------------------ \| \| 1er \| Damiano Cunego \| Italie \| Lampre-ISD \| 17 h 14 min 11 s \| \| 2e \| Mauricio Soler \| Colombie \| Movistar Team \| + 54 s \| \| 3e \| Bauke Mollema \| Pays-Bas \| Rabobank \| + 1 min 16 s \| \| 4e \| Laurens ten Dam \| Pays-Bas \| Rabobank \| + 1 min 19 s \| \| 5e \| Tejay van Garderen \| États-Unis \| HTC-Highroad \| + 1 min 21 s \| \| 6e \| Fränk Schleck \| Luxembourg \| Leopard-Trek \| + 1 min 25 s \| \| 7e \| Jakob Fuglsang \| Danemark \| Leopard-Trek \| + 1 min 32 s \| \| 8e \| Danilo Di Luca \| Italie \| Katusha \| + 1 min 53 s \| \| 9e \| Steven Kruijswijk \| Pays-Bas \| Rabobank \| + 2 min 00 s \| \| 10e \| Levi Leipheimer \| États-Unis \| Team RadioShack \| + 2 min 10 s \| |                    |            |                 |                  |
| |                    |            |                 |                  |
| |                    |            |                 |                  |
| Classement général |                    |            |                 |                  |
| Coureur | Coureur            | Pays       | Équipe          | Temps            |
| 1er | Damiano Cunego     | Italie     | Lampre-ISD      | 17 h 14 min 11 s |
| 2e | Mauricio Soler     | Colombie   | Movistar Team   | + 54 s           |
| 3e | Bauke Mollema      | Pays-Bas   | Rabobank        | + 1 min 16 s     |
| 4e | Laurens ten Dam    | Pays-Bas   | Rabobank        | + 1 min 19 s     |
| 5e | Tejay van Garderen | États-Unis | HTC-Highroad    | + 1 min 21 s     |
| 6e | Fränk Schleck      | Luxembourg | Leopard-Trek    | + 1 min 25 s     |
| 7e | Jakob Fuglsang     | Danemark   | Leopard-Trek    | + 1 min 32 s     |
| 8e | Danilo Di Luca     | Italie     | Katusha         | + 1 min 53 s     |
| 9e | Steven Kruijswijk  | Pays-Bas   | Rabobank        | + 2 min 00 s     |
| 10e | Levi Leipheimer    | États-Unis | Team RadioShack | + 2 min 10 s     |

### 6eétape
16 juin 2011 – Tobel-Tägerschen – Malbun (Liechtenstein), 157,7 km
Cette étape a été marquée par l'accident du Colombien Mauricio Soler, deuxième du classement général au départ, qui est sorti de route et a heurté un ou plusieurs spectateurs au 33e kilomètre. La course a par la suite été neutralisée pendant une dizaine de kilomètres afin de faciliter le travail des secours, notamment l'évacuation des blessés en ambulances. Le cycliste a quant à lui été héliporté à l’hôpital de Saint-Gall, où il a été placé dans le coma artificiel. Le nouveau départ, relançant les hostilités, a été donné à Gibswil au 46e kilomètre.
Après la course, la direction et les médecins du Tour de Suisse, ont informé que Soler souffre d'un traumatisme crânien avec une fracture à la base du crâne, ainsi que d'une fracture à la cheville. Son pronostic vital n'est pas engagé mais reste difficile.
| \| Classement de l'étape \| Classement de l'étape \| Classement de l'étape \| Classement de l'étape \| Classement de l'étape \| \| Coureur \| Coureur \| Pays \| Équipe \| Temps \| \| --------------------- \| --------------------- \| --------------------- \| --------------------- \| --------------------- \| \| 1er \| Steven Kruijswijk \| Pays-Bas \| Rabobank \| 4 h 12 min 03 s \| \| 2e \| Levi Leipheimer \| États-Unis \| Team RadioShack \| + 9 s \| \| 3e \| Damiano Cunego \| Italie \| Lampre-ISD \| + 18 s \| \| 4e \| Bauke Mollema \| Pays-Bas \| Rabobank \| + 21 s \| \| 5e \| Giampaolo Caruso \| Italie \| Katusha \| + 21 s \| \| 6e \| Fränk Schleck \| Luxembourg \| Leopard-Trek \| + 30 s \| \| 7e \| Mathias Frank \| Suisse \| BMC Racing Team \| + 30 s \| \| 8e \| Laurens ten Dam \| Pays-Bas \| Rabobank \| + 1 min 19 s \| \| 9e \| Jakob Fuglsang \| Danemark \| Leopard-Trek \| + 1 min 27 s \| \| 10e \| Tom Danielson \| États-Unis \| Garmin-Cervélo \| + 1 min 42 s \| |                   |            |                 |                 |
| |                   |            |                 |                 |
| |                   |            |                 |                 |
| Classement de l'étape |                   |            |                 |                 |
| Coureur | Coureur           | Pays       | Équipe          | Temps           |
| 1er | Steven Kruijswijk | Pays-Bas   | Rabobank        | 4 h 12 min 03 s |
| 2e | Levi Leipheimer   | États-Unis | Team RadioShack | + 9 s           |
| 3e | Damiano Cunego    | Italie     | Lampre-ISD      | + 18 s          |
| 4e | Bauke Mollema     | Pays-Bas   | Rabobank        | + 21 s          |
| 5e | Giampaolo Caruso  | Italie     | Katusha         | + 21 s          |
| 6e | Fränk Schleck     | Luxembourg | Leopard-Trek    | + 30 s          |
| 7e | Mathias Frank     | Suisse     | BMC Racing Team | + 30 s          |
| 8e | Laurens ten Dam   | Pays-Bas   | Rabobank        | + 1 min 19 s    |
| 9e | Jakob Fuglsang    | Danemark   | Leopard-Trek    | + 1 min 27 s    |
| 10e | Tom Danielson     | États-Unis | Garmin-Cervélo  | + 1 min 42 s    |

| \| Classement général \| Classement général \| Classement général \| Classement général \| Classement général \| \| Coureur \| Coureur \| Pays \| Équipe \| Temps \| \| ------------------ \| ------------------ \| ------------------ \| ------------------ \| ------------------ \| \| 1er \| Damiano Cunego \| Italie \| Lampre-ISD \| 21 h 26 min 28 s \| \| 2e \| Bauke Mollema \| Pays-Bas \| Rabobank \| + 1 min 23 s \| \| 3e \| Steven Kruijswijk \| Pays-Bas \| Rabobank \| + 1 min 36 s \| \| 4e \| Fränk Schleck \| Luxembourg \| Leopard-Trek \| + 1 min 41 s \| \| 5e \| Levi Leipheimer \| États-Unis \| Team RadioShack \| + 1 min 59 s \| \| 6e \| Laurens ten Dam \| Pays-Bas \| Rabobank \| + 2 min 24 s \| \| 7e \| Jakob Fuglsang \| Danemark \| Leopard-Trek \| + 2 min 45 s \| \| 8e \| Mathias Frank \| Suisse \| BMC Racing Team \| + 3 min 00 s \| \| 9e \| Giampaolo Caruso \| Italie \| Katusha \| + 3 min 11 s \| \| 10e \| Tejay van Garderen \| États-Unis \| HTC-Highroad \| + 3 min 22 s \| |                    |            |                 |                  |
| |                    |            |                 |                  |
| |                    |            |                 |                  |
| Classement général |                    |            |                 |                  |
| Coureur | Coureur            | Pays       | Équipe          | Temps            |
| 1er | Damiano Cunego     | Italie     | Lampre-ISD      | 21 h 26 min 28 s |
| 2e | Bauke Mollema      | Pays-Bas   | Rabobank        | + 1 min 23 s     |
| 3e | Steven Kruijswijk  | Pays-Bas   | Rabobank        | + 1 min 36 s     |
| 4e | Fränk Schleck      | Luxembourg | Leopard-Trek    | + 1 min 41 s     |
| 5e | Levi Leipheimer    | États-Unis | Team RadioShack | + 1 min 59 s     |
| 6e | Laurens ten Dam    | Pays-Bas   | Rabobank        | + 2 min 24 s     |
| 7e | Jakob Fuglsang     | Danemark   | Leopard-Trek    | + 2 min 45 s     |
| 8e | Mathias Frank      | Suisse     | BMC Racing Team | + 3 min 00 s     |
| 9e | Giampaolo Caruso   | Italie     | Katusha         | + 3 min 11 s     |
| 10e | Tejay van Garderen | États-Unis | HTC-Highroad    | + 3 min 22 s     |

### 7eétape
17 juin 2011 – Vaduz (Liechtenstein) – Serfaus (Autriche), 222,8 km
| \| Classement de l'étape \| Classement de l'étape \| Classement de l'étape \| Classement de l'étape \| Classement de l'étape \| \| Coureur \| Coureur \| Pays \| Équipe \| Temps \| \| --------------------- \| --------------------- \| --------------------- \| --------------------- \| --------------------- \| \| 1er \| Thomas De Gendt \| Belgique \| Vacansoleil-DCM \| 5 h 38 min 42 s \| \| 2e \| Andy Schleck \| Luxembourg \| Leopard-Trek \| + 35 s \| \| 3e \| José Joaquín Rojas \| Espagne \| Movistar Team \| + 48 s \| \| 4e \| Christian Vande Velde \| États-Unis \| Garmin-Cervélo \| + 51 s \| \| 5e \| Alberto Losada \| Espagne \| Katusha \| + 54 s \| \| 6e \| Sergueï Lagoutine \| Ouzbekistan \| Vacansoleil-DCM \| + 1 min 33 s \| \| 7e \| Jan Bakelants \| Belgique \| Omega Pharma-Lotto \| + 1 min 34 s \| \| 8e \| Marco Marcato \| Italie \| Vacansoleil-DCM \| + 2 min 30 s \| \| 9e \| George Hincapie \| États-Unis \| BMC Racing Team \| + 2 min 30 s \| \| 10e \| Manuele Boaro \| Italie \| Saxo Bank-Sungard \| + 2 min 30 s \| |                       |             |                    |                 |
| |                       |             |                    |                 |
| |                       |             |                    |                 |
| Classement de l'étape |                       |             |                    |                 |
| Coureur | Coureur               | Pays        | Équipe             | Temps           |
| 1er | Thomas De Gendt       | Belgique    | Vacansoleil-DCM    | 5 h 38 min 42 s |
| 2e | Andy Schleck          | Luxembourg  | Leopard-Trek       | + 35 s          |
| 3e | José Joaquín Rojas    | Espagne     | Movistar Team      | + 48 s          |
| 4e | Christian Vande Velde | États-Unis  | Garmin-Cervélo     | + 51 s          |
| 5e | Alberto Losada        | Espagne     | Katusha            | + 54 s          |
| 6e | Sergueï Lagoutine     | Ouzbekistan | Vacansoleil-DCM    | + 1 min 33 s    |
| 7e | Jan Bakelants         | Belgique    | Omega Pharma-Lotto | + 1 min 34 s    |
| 8e | Marco Marcato         | Italie      | Vacansoleil-DCM    | + 2 min 30 s    |
| 9e | George Hincapie       | États-Unis  | BMC Racing Team    | + 2 min 30 s    |
| 10e | Manuele Boaro         | Italie      | Saxo Bank-Sungard  | + 2 min 30 s    |

| \| Classement général \| Classement général \| Classement général \| Classement général \| Classement général \| \| Coureur \| Coureur \| Pays \| Équipe \| Temps \| \| ------------------ \| ------------------ \| ------------------ \| ------------------ \| ------------------ \| \| 1er \| Damiano Cunego \| Italie \| Lampre-ISD \| 27 h 09 min 49 s \| \| 2e \| Bauke Mollema \| Pays-Bas \| Rabobank \| + 1 min 23 s \| \| 3e \| Steven Kruijswijk \| Pays-Bas \| Rabobank \| + 1 min 36 s \| \| 4e \| Fränk Schleck \| Luxembourg \| Leopard-Trek \| + 1 min 41 s \| \| 5e \| Levi Leipheimer \| États-Unis \| Team RadioShack \| + 1 min 59 s \| \| 6e \| Jakob Fuglsang \| Danemark \| Leopard-Trek \| + 2 min 38 s \| \| 7e \| Mathias Frank \| Suisse \| BMC Racing Team \| + 3 min 10 s \| \| 8e \| Laurens ten Dam \| Pays-Bas \| Rabobank \| + 3 min 10 s \| \| 9e \| Giampaolo Caruso \| Italie \| Katusha \| + 3 min 11 s \| \| 10e \| Tejay van Garderen \| États-Unis \| HTC-Highroad \| + 3 min 22 s \| |                    |            |                 |                  |
| |                    |            |                 |                  |
| |                    |            |                 |                  |
| Classement général |                    |            |                 |                  |
| Coureur | Coureur            | Pays       | Équipe          | Temps            |
| 1er | Damiano Cunego     | Italie     | Lampre-ISD      | 27 h 09 min 49 s |
| 2e | Bauke Mollema      | Pays-Bas   | Rabobank        | + 1 min 23 s     |
| 3e | Steven Kruijswijk  | Pays-Bas   | Rabobank        | + 1 min 36 s     |
| 4e | Fränk Schleck      | Luxembourg | Leopard-Trek    | + 1 min 41 s     |
| 5e | Levi Leipheimer    | États-Unis | Team RadioShack | + 1 min 59 s     |
| 6e | Jakob Fuglsang     | Danemark   | Leopard-Trek    | + 2 min 38 s     |
| 7e | Mathias Frank      | Suisse     | BMC Racing Team | + 3 min 10 s     |
| 8e | Laurens ten Dam    | Pays-Bas   | Rabobank        | + 3 min 10 s     |
| 9e | Giampaolo Caruso   | Italie     | Katusha         | + 3 min 11 s     |
| 10e | Tejay van Garderen | États-Unis | HTC-Highroad    | + 3 min 22 s     |

### 8eétape
18 juin 2011 – Tübach – Schaffhouse, 167,3 km
| \| Classement de l'étape \| Classement de l'étape \| Classement de l'étape \| Classement de l'étape \| Classement de l'étape \| \| Coureur \| Coureur \| Pays \| Équipe \| Temps \| \| --------------------- \| --------------------- \| --------------------- \| --------------------- \| --------------------- \| \| 1er \| Peter Sagan \| Slovaquie \| Liquigas-Cannondale \| 3 h 52 min 00 s \| \| 2e \| Matthew Goss \| Australie \| HTC-Highroad \| + 0 s \| \| 3e \| Ben Swift \| Royaume-Uni \| Team Sky \| + 0 s \| \| 4e \| Koldo Fernández \| Espagne \| Euskaltel-Euskadi \| + 0 s \| \| 5e \| Thor Hushovd \| Norvège \| Garmin-Cervélo \| + 0 s \| \| 6e \| José Joaquín Rojas \| Espagne \| Movistar Team \| + 0 s \| \| 7e \| Gerald Ciolek \| Allemagne \| Quick Step \| + 0 s \| \| 8e \| Ian Stannard \| Royaume-Uni \| Team Sky \| + 0 s \| \| 9e \| Simon Clarke \| Australie \| Astana \| + 0 s \| \| 10e \| Tejay van Garderen \| États-Unis \| HTC-Highroad \| + 0 s \| |                    |             |                     |                 |
| |                    |             |                     |                 |
| |                    |             |                     |                 |
| Classement de l'étape |                    |             |                     |                 |
| Coureur | Coureur            | Pays        | Équipe              | Temps           |
| 1er | Peter Sagan        | Slovaquie   | Liquigas-Cannondale | 3 h 52 min 00 s |
| 2e | Matthew Goss       | Australie   | HTC-Highroad        | + 0 s           |
| 3e | Ben Swift          | Royaume-Uni | Team Sky            | + 0 s           |
| 4e | Koldo Fernández    | Espagne     | Euskaltel-Euskadi   | + 0 s           |
| 5e | Thor Hushovd       | Norvège     | Garmin-Cervélo      | + 0 s           |
| 6e | José Joaquín Rojas | Espagne     | Movistar Team       | + 0 s           |
| 7e | Gerald Ciolek      | Allemagne   | Quick Step          | + 0 s           |
| 8e | Ian Stannard       | Royaume-Uni | Team Sky            | + 0 s           |
| 9e | Simon Clarke       | Australie   | Astana              | + 0 s           |
| 10e | Tejay van Garderen | États-Unis  | HTC-Highroad        | + 0 s           |

| \| Classement général \| Classement général \| Classement général \| Classement général \| Classement général \| \| Coureur \| Coureur \| Pays \| Équipe \| Temps \| \| ------------------ \| ------------------ \| ------------------ \| ------------------ \| ------------------ \| \| 1er \| Damiano Cunego \| Italie \| Lampre-ISD \| 31 h 01 min 49 s \| \| 2e \| Steven Kruijswijk \| Pays-Bas \| Rabobank \| + 1 min 36 s \| \| 3e \| Fränk Schleck \| Luxembourg \| Leopard-Trek \| + 1 min 41 s \| \| 4e \| Levi Leipheimer \| États-Unis \| Team RadioShack \| + 1 min 59 s \| \| 5e \| Bauke Mollema \| Pays-Bas \| Rabobank \| + 2 min 11 s \| \| 6e \| Jakob Fuglsang \| Danemark \| Leopard-Trek \| + 2 min 38 s \| \| 7e \| Laurens ten Dam \| Pays-Bas \| Rabobank \| + 3 min 10 s \| \| 8e \| Giampaolo Caruso \| Italie \| Katusha \| + 3 min 11 s \| \| 9e \| Mathias Frank \| Suisse \| BMC Racing Team \| + 3 min 20 s \| \| 10e \| Tejay van Garderen \| États-Unis \| HTC-Highroad \| + 3 min 22 s \| |                    |            |                 |                  |
| |                    |            |                 |                  |
| |                    |            |                 |                  |
| Classement général |                    |            |                 |                  |
| Coureur | Coureur            | Pays       | Équipe          | Temps            |
| 1er | Damiano Cunego     | Italie     | Lampre-ISD      | 31 h 01 min 49 s |
| 2e | Steven Kruijswijk  | Pays-Bas   | Rabobank        | + 1 min 36 s     |
| 3e | Fränk Schleck      | Luxembourg | Leopard-Trek    | + 1 min 41 s     |
| 4e | Levi Leipheimer    | États-Unis | Team RadioShack | + 1 min 59 s     |
| 5e | Bauke Mollema      | Pays-Bas   | Rabobank        | + 2 min 11 s     |
| 6e | Jakob Fuglsang     | Danemark   | Leopard-Trek    | + 2 min 38 s     |
| 7e | Laurens ten Dam    | Pays-Bas   | Rabobank        | + 3 min 10 s     |
| 8e | Giampaolo Caruso   | Italie     | Katusha         | + 3 min 11 s     |
| 9e | Mathias Frank      | Suisse     | BMC Racing Team | + 3 min 20 s     |
| 10e | Tejay van Garderen | États-Unis | HTC-Highroad    | + 3 min 22 s     |

### 9eétape
19 juin – Schaffhouse, 32,1 km (contre-la-montre individuel)
| \| Classement de l'étape \| Classement de l'étape \| Classement de l'étape \| Classement de l'étape \| Classement de l'étape \| \| Coureur \| Coureur \| Pays \| Équipe \| Temps \| \| --------------------- \| --------------------- \| --------------------- \| --------------------- \| --------------------- \| \| 1er \| Fabian Cancellara \| Suisse \| Leopard-Trek \| 41 min 01 s \| \| 2e \| Andreas Klöden \| Allemagne \| Team RadioShack \| + 9 s \| \| 3e \| Levi Leipheimer \| États-Unis \| Team RadioShack \| + 13 s \| \| 4e \| Nélson Oliveira \| Portugal \| Team RadioShack \| + 25 s \| \| 5e \| Tom Danielson \| États-Unis \| Garmin-Cervélo \| + 38 s \| \| 6e \| Gustav Larsson \| Suède \| Saxo Bank-Sungard \| + 41 s \| \| 7e \| Jakob Fuglsang \| Danemark \| Leopard-Trek \| + 44 s \| \| 8e \| Thomas De Gendt \| Belgique \| Vacansoleil-DCM \| + 48 s \| \| 9e \| Christopher Froome \| Royaume-Uni \| Team Sky \| + 1 min 02 s \| \| 10e \| Christian Vande Velde \| États-Unis \| Garmin-Cervélo \| + 1 min 04 s \| |                       |             |                   |              |
| |                       |             |                   |              |
| |                       |             |                   |              |
| Classement de l'étape |                       |             |                   |              |
| Coureur | Coureur               | Pays        | Équipe            | Temps        |
| 1er | Fabian Cancellara     | Suisse      | Leopard-Trek      | 41 min 01 s  |
| 2e | Andreas Klöden        | Allemagne   | Team RadioShack   | + 9 s        |
| 3e | Levi Leipheimer       | États-Unis  | Team RadioShack   | + 13 s       |
| 4e | Nélson Oliveira       | Portugal    | Team RadioShack   | + 25 s       |
| 5e | Tom Danielson         | États-Unis  | Garmin-Cervélo    | + 38 s       |
| 6e | Gustav Larsson        | Suède       | Saxo Bank-Sungard | + 41 s       |
| 7e | Jakob Fuglsang        | Danemark    | Leopard-Trek      | + 44 s       |
| 8e | Thomas De Gendt       | Belgique    | Vacansoleil-DCM   | + 48 s       |
| 9e | Christopher Froome    | Royaume-Uni | Team Sky          | + 1 min 02 s |
| 10e | Christian Vande Velde | États-Unis  | Garmin-Cervélo    | + 1 min 04 s |

## Classements finals

### Classement général
| \| Classement général \| Classement général \| Classement général \| Classement général \| Classement général \| \| Coureur \| Coureur \| Pays \| Équipe \| Temps \| \| ------------------ \| ------------------ \| ------------------ \| ------------------ \| ------------------ \| \| 1er \| Levi Leipheimer \| États-Unis \| Team RadioShack \| 31 h 45 min 02 s \| \| 2e \| Damiano Cunego \| Italie \| Lampre-ISD \| + 4 s \| \| 3e \| Steven Kruijswijk \| Pays-Bas \| Rabobank \| + 1 min 02 s \| \| 4e \| Jakob Fuglsang \| Danemark \| Leopard-Trek \| + 1 min 10 s \| \| 5e \| Bauke Mollema \| Pays-Bas \| Rabobank \| + 2 min 05 s \| \| 6e \| Mathias Frank \| Suisse \| BMC Racing Team \| + 2 min 24 s \| \| 7e \| Fränk Schleck \| Luxembourg \| Leopard-Trek \| + 2 min 35 s \| \| 8e \| Laurens ten Dam \| Pays-Bas \| Rabobank \| + 3 min 11 s \| \| 9e \| Tom Danielson \| États-Unis \| Garmin-Cervélo \| + 3 min 17 s \| \| 10e \| Maxime Monfort \| Belgique \| Leopard-Trek \| + 4 min 12 s \| |                   |            |                 |                  |
| |                   |            |                 |                  |
| Source : ProCyclingStats |                   |            |                 |                  |
| Classement général |                   |            |                 |                  |
| Coureur | Coureur           | Pays       | Équipe          | Temps            |
| 1er | Levi Leipheimer   | États-Unis | Team RadioShack | 31 h 45 min 02 s |
| 2e | Damiano Cunego    | Italie     | Lampre-ISD      | + 4 s            |
| 3e | Steven Kruijswijk | Pays-Bas   | Rabobank        | + 1 min 02 s     |
| 4e | Jakob Fuglsang    | Danemark   | Leopard-Trek    | + 1 min 10 s     |
| 5e | Bauke Mollema     | Pays-Bas   | Rabobank        | + 2 min 05 s     |
| 6e | Mathias Frank     | Suisse     | BMC Racing Team | + 2 min 24 s     |
| 7e | Fränk Schleck     | Luxembourg | Leopard-Trek    | + 2 min 35 s     |
| 8e | Laurens ten Dam   | Pays-Bas   | Rabobank        | + 3 min 11 s     |
| 9e | Tom Danielson     | États-Unis | Garmin-Cervélo  | + 3 min 17 s     |
| 10e | Maxime Monfort    | Belgique   | Leopard-Trek    | + 4 min 12 s     |

| Classement par points | Classement par points | Classement par points | Classement par points | Classement par points |
| Coureur               | Coureur               | Pays                  | Équipe                | Points                |
| --------------------- | --------------------- | --------------------- | --------------------- | --------------------- |
| 1er                   | Peter Sagan           | Slovaquie             | Liquigas-Cannondale   | 86 pts                |
| 2e                    | José Joaquín Rojas    | Espagne               | Movistar Team         | 50 pts                |
| 3e                    | Tejay van Garderen    | États-Unis            | HTC-Highroad          | 44 pts                |
| 4e                    | Damiano Cunego        | Italie                | Lampre-ISD            | 39 pts                |
| 5e                    | Thor Hushovd          | Norvège               | Garmin-Cervélo        | 36 pts                |
| 6e                    | Marco Marcato         | Italie                | Vacansoleil-DCM       | 34 pts                |
| 7e                    | Levi Leipheimer       | États-Unis            | Team RadioShack       | 33 pts                |
| 8e                    | Bauke Mollema         | Pays-Bas              | Rabobank              | 31 pts                |
| 9e                    | Fabian Cancellara     | Suisse                | Leopard-Trek          | 30 pts                |
| 10e                   | Thomas De Gendt       | Belgique              | Vacansoleil-DCM       | 30 pts                |

| Classement par points | Classement par points | Classement par points | Classement par points | Classement par points |
| Coureur               | Coureur               | Pays                  | Équipe                | Points                |
| --------------------- | --------------------- | --------------------- | --------------------- | --------------------- |
| 1er                   | Peter Sagan           | Slovaquie             | Liquigas-Cannondale   | 86 pts                |
| 2e                    | José Joaquín Rojas    | Espagne               | Movistar Team         | 50 pts                |
| 3e                    | Tejay van Garderen    | États-Unis            | HTC-Highroad          | 44 pts                |
| 4e                    | Damiano Cunego        | Italie                | Lampre-ISD            | 39 pts                |
| 5e                    | Thor Hushovd          | Norvège               | Garmin-Cervélo        | 36 pts                |
| 6e                    | Marco Marcato         | Italie                | Vacansoleil-DCM       | 34 pts                |
| 7e                    | Levi Leipheimer       | États-Unis            | Team RadioShack       | 33 pts                |
| 8e                    | Bauke Mollema         | Pays-Bas              | Rabobank              | 31 pts                |
| 9e                    | Fabian Cancellara     | Suisse                | Leopard-Trek          | 30 pts                |
| 10e                   | Thomas De Gendt       | Belgique              | Vacansoleil-DCM       | 30 pts                |

| Classement de la montagne | Classement de la montagne | Classement de la montagne | Classement de la montagne | Classement de la montagne |
| Coureur                   | Coureur                   | Pays                      | Équipe                    | Points                    |
| ------------------------- | ------------------------- | ------------------------- | ------------------------- | ------------------------- |
| 1er                       | Andy Schleck              | Luxembourg                | Leopard-Trek              | 44 pts                    |
| 2e                        | Laurens ten Dam           | Pays-Bas                  | Rabobank                  | 35 pts                    |
| 3e                        | Damiano Cunego            | Italie                    | Lampre-ISD                | 30 pts                    |
| 4e                        | Christian Vande Velde     | États-Unis                | Garmin-Cervélo            | 21 pts                    |
| 5e                        | Steven Kruijswijk         | Pays-Bas                  | Rabobank                  | 20 pts                    |
| 6e                        | Matti Breschel            | Danemark                  | Rabobank                  | 20 pts                    |
| 7e                        | Thomas De Gendt           | Belgique                  | Vacansoleil-DCM           | 18 pts                    |
| 8e                        | Luca Paolini              | Italie                    | Katusha                   | 18 pts                    |
| 9e                        | Lloyd Mondory             | France                    | AG2R La Mondiale          | 17 pts                    |
| 10e                       | Levi Leipheimer           | États-Unis                | Team RadioShack           | 16 pts                    |

| Classement de la montagne | Classement de la montagne | Classement de la montagne | Classement de la montagne | Classement de la montagne |
| Coureur                   | Coureur                   | Pays                      | Équipe                    | Points                    |
| ------------------------- | ------------------------- | ------------------------- | ------------------------- | ------------------------- |
| 1er                       | Andy Schleck              | Luxembourg                | Leopard-Trek              | 44 pts                    |
| 2e                        | Laurens ten Dam           | Pays-Bas                  | Rabobank                  | 35 pts                    |
| 3e                        | Damiano Cunego            | Italie                    | Lampre-ISD                | 30 pts                    |
| 4e                        | Christian Vande Velde     | États-Unis                | Garmin-Cervélo            | 21 pts                    |
| 5e                        | Steven Kruijswijk         | Pays-Bas                  | Rabobank                  | 20 pts                    |
| 6e                        | Matti Breschel            | Danemark                  | Rabobank                  | 20 pts                    |
| 7e                        | Thomas De Gendt           | Belgique                  | Vacansoleil-DCM           | 18 pts                    |
| 8e                        | Luca Paolini              | Italie                    | Katusha                   | 18 pts                    |
| 9e                        | Lloyd Mondory             | France                    | AG2R La Mondiale          | 17 pts                    |
| 10e                       | Levi Leipheimer           | États-Unis                | Team RadioShack           | 16 pts                    |

| Classement des sprints | Classement des sprints | Classement des sprints | Classement des sprints     | Classement des sprints |
| Coureur                | Coureur                | Pays                   | Équipe                     | Points                 |
| ---------------------- | ---------------------- | ---------------------- | -------------------------- | ---------------------- |
| 1er                    | Lloyd Mondory          | France                 | AG2R La Mondiale           | 27 pts                 |
| 2e                     | Thomas De Gendt        | Belgique               | Vacansoleil-DCM            | 12 pts                 |
| 3e                     | Sylvain Chavanel       | France                 | Quick Step                 | 11 pts                 |
| 4e                     | Luca Paolini           | Italie                 | Katusha                    | 10 pts                 |
| 5e                     | José Iván Gutiérrez    | Espagne                | Movistar Team              | 10 pts                 |
| 6e                     | Gorka Izagirre         | Espagne                | Euskaltel-Euskadi          | 9 pts                  |
| 7e                     | Jarosław Marycz        | Pologne                | Saxo Bank-Sungard          | 9 pts                  |
| 8e                     | Jan Bakelants          | Belgique               | Omega Pharma-Lotto         | 7 pts                  |
| 9e                     | Alessandro Bazzana     | Italie                 | Team Type 1-Sanofi Aventis | 7 pts                  |
| 10e                    | Andreas Dietziker      | Suisse                 | NetApp                     | 6 pts                  |

| Classement des sprints | Classement des sprints | Classement des sprints | Classement des sprints     | Classement des sprints |
| Coureur                | Coureur                | Pays                   | Équipe                     | Points                 |
| ---------------------- | ---------------------- | ---------------------- | -------------------------- | ---------------------- |
| 1er                    | Lloyd Mondory          | France                 | AG2R La Mondiale           | 27 pts                 |
| 2e                     | Thomas De Gendt        | Belgique               | Vacansoleil-DCM            | 12 pts                 |
| 3e                     | Sylvain Chavanel       | France                 | Quick Step                 | 11 pts                 |
| 4e                     | Luca Paolini           | Italie                 | Katusha                    | 10 pts                 |
| 5e                     | José Iván Gutiérrez    | Espagne                | Movistar Team              | 10 pts                 |
| 6e                     | Gorka Izagirre         | Espagne                | Euskaltel-Euskadi          | 9 pts                  |
| 7e                     | Jarosław Marycz        | Pologne                | Saxo Bank-Sungard          | 9 pts                  |
| 8e                     | Jan Bakelants          | Belgique               | Omega Pharma-Lotto         | 7 pts                  |
| 9e                     | Alessandro Bazzana     | Italie                 | Team Type 1-Sanofi Aventis | 7 pts                  |
| 10e                    | Andreas Dietziker      | Suisse                 | NetApp                     | 6 pts                  |

| Classement par équipes | Classement par équipes  | Classement par équipes | Classement par équipes |
| Équipe                 | Équipe                  | Pays                   | Temps                  |
| ---------------------- | ----------------------- | ---------------------- | ---------------------- |
| 1re                    | Leopard-Trek            | Luxembourg             | 95 h 14 min 32 s       |
| 2e                     | Rabobank                | Pays-Bas               | + 6 min 56 s           |
| 3e                     | Movistar Team           | Espagne                | + 23 min 32 s          |
| 4e                     | Katusha                 | Russie                 | + 29 min 59 s          |
| 5e                     | BMC Racing Team         | États-Unis             | + 38 min 45 s          |
| 6e                     | Garmin-Cervélo          | États-Unis             | + 46 min 27 s          |
| 7e                     | Vacansoleil-DCM         | Pays-Bas               | + 55 min 56 s          |
| 8e                     | Quick Step Cycling Team | Belgique               | + 57 min 43 s          |
| 9e                     | Euskaltel-Euskadi       | Espagne                | + 1 h 01 min 50 s      |
| 10e                    | HTC-Highroad            | États-Unis             | + 1 h 06 min 45 s      |

| Classement par équipes | Classement par équipes  | Classement par équipes | Classement par équipes |
| Équipe                 | Équipe                  | Pays                   | Temps                  |
| ---------------------- | ----------------------- | ---------------------- | ---------------------- |
| 1re                    | Leopard-Trek            | Luxembourg             | 95 h 14 min 32 s       |
| 2e                     | Rabobank                | Pays-Bas               | + 6 min 56 s           |
| 3e                     | Movistar Team           | Espagne                | + 23 min 32 s          |
| 4e                     | Katusha                 | Russie                 | + 29 min 59 s          |
| 5e                     | BMC Racing Team         | États-Unis             | + 38 min 45 s          |
| 6e                     | Garmin-Cervélo          | États-Unis             | + 46 min 27 s          |
| 7e                     | Vacansoleil-DCM         | Pays-Bas               | + 55 min 56 s          |
| 8e                     | Quick Step Cycling Team | Belgique               | + 57 min 43 s          |
| 9e                     | Euskaltel-Euskadi       | Espagne                | + 1 h 01 min 50 s      |
| 10e                    | HTC-Highroad            | États-Unis             | + 1 h 06 min 45 s      |

### UCI World Tour
Ce Tour de Suisse 2011 attribue des points pour l'UCI World Tour 2011, seulement aux coureurs des équipes ayant un label ProTeam.
| Position           | 1er | 2e | 3e | 4e | 5e | 6e | 7e | 8e | 9e | 10e |
| Classement général | 100 | 80 | 70 | 60 | 50 | 40 | 30 | 20 | 10 | 4   |
| Par étape          | 6   | 4  | 2  | 1  | 1  |    |    |    |    |     |

| #  | Coureur               | Équipe              | Points |
| -- | --------------------- | ------------------- | ------ |
| 1  | Levi Leipheimer       | Team RadioShack     | 106    |
| 2  | Damiano Cunego        | Lampre-ISD          | 90     |
| 3  | Steven Kruijswijk     | Rabobank            | 76     |
| 4  | Jakob Fuglsang        | Team Leopard-Trek   | 62     |
| 5  | Bauke Mollema         | Rabobank            | 52     |
| 6  | Mathias Frank         | BMC Racing          | 40     |
| 7  | Fränk Schleck         | Team Leopard-Trek   | 32     |
| 8  | Laurens ten Dam       | Rabobank            | 21     |
| 9  | Peter Sagan           | Liquigas-Cannondale | 20     |
| 10 | Fabian Cancellara     | Team Leopard-Trek   | 12     |
| 11 | Tom Danielson         | Garmin-Cervélo      | 11     |
| 12 | Thor Hushovd          | Garmin-Cervélo      | 7      |
| 13 | Mauricio Soler        | Movistar            | 6      |
| -  | Borut Božič           | Vacansoleil-DCM     | 6      |
| -  | Thomas De Gendt       | Vacansoleil-DCM     | 6      |
| 16 | Tejay van Garderen    | Team HTC-Highroad   | 5      |
| -  | Andreas Klöden        | Team RadioShack     | 5      |
| -  | Óscar Freire          | Rabobank            | 5      |
| 19 | José Joaquín Rojas    | Movistar            | 4      |
| -  | Andy Schleck          | Team Leopard-Trek   | 4      |
| -  | Matthew Goss          | Team HTC-Highroad   | 4      |
| -  | Maxime Monfort        | Team Leopard-Trek   | 4      |
| 23 | Giampaolo Caruso      | Team Katusha        | 2      |
| -  | Marco Marcato         | Vacansoleil-DCM     | 2      |
| -  | Ben Swift             | Team Sky            | 2      |
| 26 | Gustav Larsson        | Saxo Bank-SunGard   | 1      |
| -  | Danilo Di Luca        | Team Katusha        | 1      |
| -  | Christian Vande Velde | Garmin-Cervélo      | 1      |
| -  | Alberto Losada        | Team Katusha        | 1      |
| -  | Koldo Fernández       | Euskaltel-Euskadi   | 1      |
| -  | Nélson Oliveira       | Team RadioShack     | 1      |

## Évolution des classements
| Étape            | Vainqueur         | Classement général | Classement par points | Classement de la montagne | Classement des sprints | Classement par équipes |
| ---------------- | ----------------- | ------------------ | --------------------- | ------------------------- | ---------------------- | ---------------------- |
| 1                | Fabian Cancellara | Fabian Cancellara  | Fabian Cancellara     | Non décerné               | Non décerné            | Team Leopard-Trek      |
| 2                | Mauricio Soler    | Mauricio Soler     | Tejay van Garderen    | Matti Breschel            | Lloyd Mondory          | Rabobank               |
| 3                | Peter Sagan       | Damiano Cunego     | Peter Sagan           | Laurens ten Dam           | Lloyd Mondory          | Rabobank               |
| 4                | Thor Hushovd      | Damiano Cunego     | Peter Sagan           | Laurens ten Dam           | Lloyd Mondory          | Rabobank               |
| 5                | Borut Božič       | Damiano Cunego     | Peter Sagan           | Laurens ten Dam           | Lloyd Mondory          | Rabobank               |
| 6                | Steven Kruijswijk | Damiano Cunego     | Peter Sagan           | Laurens ten Dam           | Lloyd Mondory          | Rabobank               |
| 7                | Thomas De Gendt   | Damiano Cunego     | Peter Sagan           | Andy Schleck              | Lloyd Mondory          | Team Leopard-Trek      |
| 8                | Peter Sagan       | Damiano Cunego     | Peter Sagan           | Andy Schleck              | Lloyd Mondory          | Team Leopard-Trek      |
| 9                | Fabian Cancellara | Levi Leipheimer    | Peter Sagan           | Andy Schleck              | Lloyd Mondory          | Team Leopard-Trek      |
| Classement final | Classement final  | Levi Leipheimer    | Peter Sagan           | Andy Schleck              | Lloyd Mondory          | Team Leopard-Trek      |